# August von Vietinghoff
August von Vietinghoff, genannt Scheel (* 1783; † 11. Mai 1847 in Berlin), war ein königlich preußischer Oberstleutnant, Kommandeur im Lützowschen Freikorps und in jungen Jahren ein Freund des Turnlehrers und antinapoleonischen Freiheitskämpfers Friedrich Friesen.

## Leben
Er entstammte dem alten ursprünglich westfälischen Adelsgeschlecht Vietinghoff und war das sechste und jüngste Kind des Friedrich von Vietinghoff gen. Scheel (1737–1799), Erb-, Lehns- und Gerichtsherrn auf Funkendorf und Bieberswöhr (beide heute Ortsteile von Prebitz, Oberfranken), und der Wilhelmine von Schirnding. Nachdem sein Freund Friesen, wie Vietinghoff Leutnant des Lützowschen Freikorps, im Jahr 1814 von seiner Truppe versprengt und von aufgebrachten Bauern nahe dem Ardennendorf La Lobbe bei Rethel gefangen genommen und getötet worden war, suchte Vietinghoff dessen Leichnam. Beide hatten sich beim Einmarsch nach Frankreich gegenseitig versprochen, dass der Überlebende des Feldzugs die sterblichen Überreste des anderen in die Heimat zurückbringen solle. Nach einigen Mühen fand und identifizierte Vietinghoff im Jahr 1816 die sterbliche Überreste Friesens und ließ sie am 5. Dezember 1816 exhumieren.
Nach den Plänen Friedrich Ludwig Jahns sollte der Leichnam in der Berliner Hasenheide bestattet werden. Da eine angemessene Beerdigung aber auf Grund der damaligen politischen Situation infolge des Wartburgfestes (1817) und der Demagogenverfolgung (1819) zunächst nicht möglich war, packte Vietinghoff den toten Freund in einen Koffersarg und behielt ihn bei sich. Da er durch das Militär immer wieder versetzt wurde, kam auch der Koffersarg mit und wurde ihm zum gewohnten Begleiter, mit dem er in Mußestunden Zwiesprache hielt.
Erst 25 Jahre später, mittlerweile im Ruhestand im Rang eines Oberstleutnants und an die Endlichkeit seines eigenen Lebens denkend, beschloss er im Jahr 1842, sich von seinem Begleiter doch noch zu trennen. Zusammen mit alten Kameraden fand er den angemessenen letzten Ruheplatz. Mit Zustimmung von König Friedrich Wilhelm IV. wurde Friesens Leichnam am 15. März 1843 direkt neben General Gerhard von Scharnhorst auf dem Berliner Invalidenfriedhof feierlich beigesetzt, nachdem die sterblichen Überreste vom Anatomen Dr. Schotte zuvor geordnet worden waren.
Vietinghoff selbst wurde nicht auf dem Invalidenfriedhof beigesetzt, sondern auf einem der Friedhöfe vor dem Halleschen Tor. Sein Grab ist laut Willi Wohlberedt längst eingeebnet.
Vietinghoff heiratete am 4. Dezember 1825 in Königsberg (Neumark) Pauline von Schlegel. Das Ehepaar hatte keine Nachkommen.

## Roman
Der deutsche Schriftsteller Carl Leberecht Immermann verarbeitete das Geschehen um die Gebeine Friesens noch zu Lebzeiten Vietinghoffs im Jahr 1836 in seinem Roman Die Epigonen.